# Jair Chajim Bacharach
Jair Chajim ben Samsón Bacharach (* 1639, zřejmě v moravském Lipníku nad Bečvou – 1. ledna 1702, Worms) byl rabín a židovský učenec a rabín židovské obce ve Wormsu.

## Život
Jair Chajim Bacharach byl zpočátku rabínem v Koblenzi, v roce 1670 odešel do Wormsu, kde zpočátku vyučoval žáky jako rabín bez obecního rabinátu. V roce 1689 během válek o falcké následnictví bylo město zničeno vojskem francouzského krále Ludvíka XIV. Bacharach uprchl postupně do Met, Heidelbergu a nakonec do Frankfurtu nad Mohanem.
Židé se do města mohli vrátit až v roce 1699. Do čela nově vytvořené obec byl povolán Jair Chajim Bacharach ve funkci obecního rabína. Tuto funkci však vykonával jen krátce, neboť zemřel již v roce 1702. Byl pochován na Svatém písku, židovském hřbitově ve Wormsu. Jeho náhrobek má dle staré inventarizace číslo 1068. V nové inventarizaci Institutu Salomona Ludwiga Steinheima dosud není zaevidován.

## Dílo
Jair Chajim Bacharach po sobě zanechal rozsáhlé literární dílo čítající na 50 sborníků s vědeckým obsahem. Byl kabalistou a svého času také stoupenec pseudomesiáše Šabtaje Cviho. Vydal mj. responsy pod titulem Chavot Jair (Chavin Jair), pojmenované na památku své babičky Evy (Chavy) Bacharachové.

## Rodina
Jeho babičkou byla velmi vzdělaná Eva Bacharachová z Prahy. Jair Chajim byl ženatý se Sarlan († 1703 ve Wormsu), dcerou fuldského rabína Eliezera Brilina. Po smrti byla pochována po boku svého manžela a její náhrobek na Svatém písku se rovněž zachoval. Její náhrobek má dle staré inventarizace číslo 1064. V nové inventarizaci Institutu Salomona Ludwiga Steinheima dosud není zaevidován (2019).